# Edward Goldberg
Edward Goldberg (ur. 26 stycznia 1842 w Warszawie, zm. 10 kwietnia 1928) – polski architekt.

## Życiorys
Po ukończeniu gimnazjum realnego rozpoczął studia na Wydziale Budownictwa Szkoły Sztuk Pięknych, od 1862 przez dwa lata uczył się w Szkole Głównej. W 1864 wyjechał do Berlina, gdzie kontynuował naukę w Królewskiej Akademii Budownictwa. Był zatrudniony przy budowie gmachu teatralnego w Lipsku, a następnie wyjechał do Sankt Petersburga, gdzie studiował w Cesarskiej Akademii Sztuk Pięknych. W 1868 otrzymał dyplom budowniczego III klasy i wyjechał do Warszawy, gdzie pod kierunkiem Juliana Ankiewicza pracował przy budowie kamienic przy ulicy Instytutowej (Jana Matejki). Następnie został zatrudniony w charakterze budowniczego w departamencie ceł Ministerstwa Finansów, później w komitecie techniczno-budowlanych Ministerstwa Spraw Wewnętrznych. Od 1883 mieszkał na stałe w Warszawie i wykładał konstrukcje budowlane w Szkole Technicznej Wawelberga i Rotwanda.

## Dorobek architektoniczny

### Realizacje
- Projekt domu zdrojowego w Warmbrunn (Cieplice Śląskie-Zdrój), 1 nagroda;
- Komory celne w Sewastopolu i Jałcie;
- Muzeum celne w Sankt Petersburgu;
- Pałac Feldmarszałka Milutina na Krymie;
- Pałac Cockerilla w Liège;
- Pałac Charliera w Liège;
- Kaplica pułku grenadierów lejbgwardii w Sankt Petersburgu;
- Kolonia robotnicza im. Wawelberga w Warszawie;
- Ochronka dla dzieci żydowskich im. M. Krola w Warszawie;
- Ochronka dla dzieci żydowskich im. M. Rotwandowej w Warszawie;
- gmach Szkoły Handlowej Zgromadzenia Kupców m. Warszawy róg ulic Prostej i Walicowa w Warszawie (nie istnieje);
- Osiedle dla rodzin żydowskich w Wilnie;
- Zabudowa ulicy Jana Matejki w Warszawie;
- Kamienica Taubenhausa w Warszawie;
- Kamienica Dobry Nowińskiej przy ulicy Nowiniarskiej 1/5 w Warszawie.

### Projekty niezrealizowane
- Gimnazjum w Kerczu;
- Dworzec centralny w Brześciu nad Bugiem;
- Dworzec Główny w Warszawie;
- Klub angielski w Jekaterynosławiu.